# Сигнална станица „Пена“ на Ђердапу
Сигнална станица „Пена“ на Ђердапу је једна од шест првобитних станица, које су водиле и контролисале речни саобраћај на Дунаву, кроз Ђердап, пре изградње бране. Станица „Пена“ је проглашена као непокретно културно добро као споменик културе.

## Положај и улога
Сигналне станице су због тешких и опасних услова за пловидбу у Казану, најтежем делу Ђердапа биле постављене на обе обале Дунава. Функционисале су као систем од шест станица као јединствен семафор подизањем и спуштањем балона. Подигнут или спуштен балон био је знак капетанима бродова да слободно прођу или сачекају мимоилажење са бродом из супротног смера.
Групација тзв. „балон“ станица данас има улогу споменичког инфраструктурног наслеђа. У балон станици “Пена”, која је под заштитом Завода за заштиту споменика културе Ниш, данас се налази уметнички атеље локалног уметника Радислава Тркуље. Некадашња балон станица “Варница” била је привремено претворена у улазну туристичку рецепцију и информативни центар региона, са пратећим угоститељским објектом. Информативни центар и угоститељски објекат данас су ван функције.